# Moncef Melliti
Pour les articles homonymes, voir Melliti.
Moncef Melliti (arabe : منصف المليتي), né le 18 juillet 1948 à Sfax et mort le 4 janvier 2015 à Bizerte, est un joueur et entraîneur de football tunisien. 
Il remporte la coupe d'Afrique des vainqueurs de coupe en 1988 avec le Club athlétique bizertin.

## Biographie
Né le 18 juillet 1948 à Sfax, Moncef Melliti commence sa carrière professionnelle dans les années 1960 en tant qu'arrière gauche pour le Club sportif sfaxien (CSS) et connaît sa première titularisation en 1965. Au sein du CSS, il forme, avec ses coéquipiers Mokhtar Dhouib, Habib Jerbi, Jamel Ayadi, Sami Dhouib, Abdelwahab Trabelsi, Habib Trabelsi et Abdelmajid Karoui, une équipe entraînée par Milan Kristić qu'il considère comme un second père. Il est alors surnommé « Terry Cooper » en raison de son tempérament offensif et en référence au footballeur anglais de Leeds United,.
En 1969, les onze joueurs emmenés par Taoufik Zahaf offrent au CSS son premier titre de champion de Tunisie. Au cours des deux années suivantes, Melliti continue d'écrire l'histoire du club avec ses coéquipiers en réalisant un doublé historique : champion de Tunisie et vainqueur de la coupe de Tunisie.
Il est appelé par l'équipe nationale, honorant le maillot national pour la première fois en 1970 lors d'une rencontre face à la Tchécoslovaquie. Appelé à seize reprises par le sélectionneur, Moncef Melliti met un terme à sa carrière internationale en 1973 en signe de protestation contre un arbitrage rendu lors du match des éliminatoires de la coupe du monde organisé à Abidjan face à la Côte d'Ivoire,.
Alors âgé de 27 ans, il raccroche définitivement les crampons en 1975 pour se consacrer à l'enseignement et obtient sa licence à l'École normale supérieure de Tunis.
Cependant sa passion pour le ballon rond le rattrape et il étudie à Macolin (Suisse) puis obtient le diplôme d'instructeur de football à l'Académie internationale FIFA/Coca-Cola de Rabat (Maroc), sous les auspices de la FIFA et la CAF, sortant major de sa promotion. Il entraîne alors plusieurs clubs tunisiens ainsi que le club d'Al Nasr Salalah et l'équipe nationale omanaise. Le 3 décembre 1988, son équipe du Club athlétique bizertin est la première équipe tunisienne à remporter la coupe d'Afrique des vainqueurs de coupe.
Décédé le 4 janvier 2015 à Bizerte, il y est inhumé.

## Carrière

### Joueur
- 1960-1975 : Club sportif sfaxien (Tunisie)
- 1970-1973 : Équipe de Tunisie (Tunisie)

### Entraîneur
- 1979-1981 : Océano Club de Kerkennah (Tunisie)
- 1979-1980 : Al Nasr Salalah (Oman)
- 1980-1982 : Équipe d'Oman
- 1983-1984 : Océano Club de Kerkennah (Tunisie)
- 1984-1985 : Jeunesse sportive kairouanaise (Tunisie)
- 1986-1987 : Sfax railway sport (Tunisie)
- 1988 : Océano Club de Kerkennah (Tunisie)
- 1988-1989 : Club athlétique bizertin (Tunisie)
- 1989-1990 : Avenir sportif de Kasserine (Tunisie)
- 1995-1996 : Océano Club de Kerkennah (Tunisie)
- 1997 : Océano Club de Kerkennah (Tunisie)
- 1998-1999 : Club olympique de Médenine (Tunisie)
- 2000 : Océano Club de Kerkennah (Tunisie)
- 2008-2009 : Al Nasr Salalah (Oman)
- 2010 : Océano Club de Kerkennah (Tunisie)

## Palmarès

### Joueur

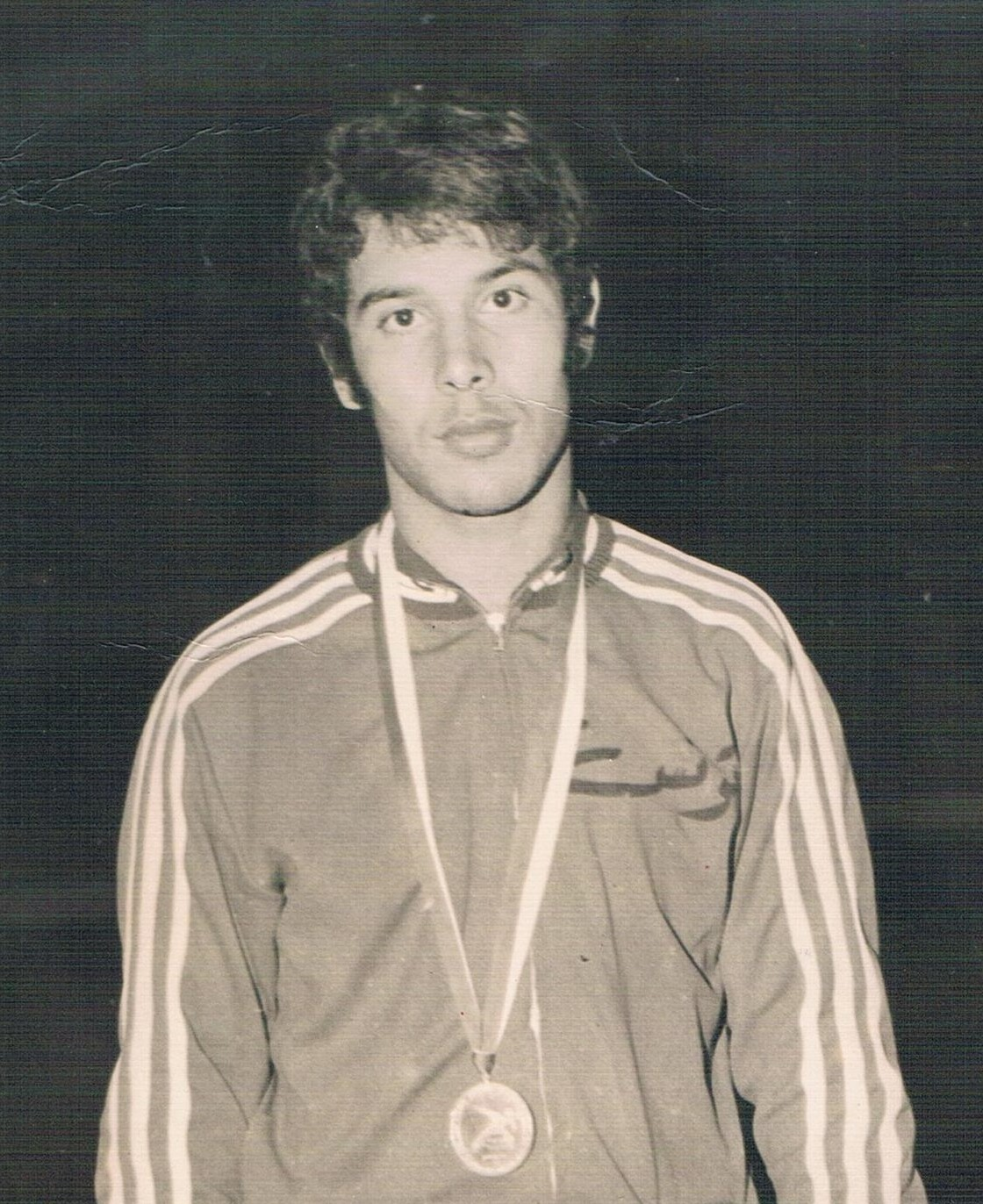
Moncef Melliti aux Jeux méditerranéens de 1971.

- 1969 : champion de Tunisie (premier titre de l’histoire du Club sportif sfaxien)
- 1971 : champion de Tunisie et vainqueur de la coupe de Tunisie (premier doublé de l'histoire du Club sportif sfaxien)
- 1971 :  médaille d'argent aux Jeux méditerranéens de 1971 avec l'équipe de Tunisie
- 1971 : soulier d'argent[4]

### Entraîneur
- 3 décembre 1988 : vainqueur de la coupe d'Afrique des vainqueurs de coupe avec le Club athlétique bizertin (premier club tunisien à remporter ce trophée)